# Club Deportivo Marte
Ne doit pas être confondu avec Club Deportivo Atlético Marte.
Maillots
Le Club Deportivo Marte, est un club mexicain de football, fondé à Mexico en 1928.

## Histoire
Les débuts du club se font à Mexico, à l'époque où le football mexicain est encore amateur. Le club est fondé par des militaires mexicains.

### Ère amateur
Le premier tournoi joué par le club est la saison 1928-1929 du championnat mexicain. À peine né, le club remporte deux des trois premières compétitions à laquelle il participe. 

#### Premier titre
Le premier titre vient en 1928-1929, lors de sa première année. Le club finit avec 14 points en huit matches, avec un total de sept victoires et seulement une défaite, avec à l'époque deux points pour une victoire. Le club fournit également certains joueurs pour l'équipe mexicaine qui participe à la Coupe du monde 1930 en Uruguay.
|   | Club        | J | G | E | P | Pts |
| 1 | Marte FC    | 8 | 7 | 0 | 1 | 14  |
| 2 | España FC   | 8 | 6 | 1 | 1 | 13  |
| 3 | America     | 8 | 5 | 1 | 2 | 11  |
| 4 | Atlante     | 8 | 5 | 0 | 3 | 10  |
| 5 | Club Necaxa | 8 | 5 | 0 | 3 | 10  |
| 6 | Asturias    | 8 | 3 | 1 | 4 | 7   |
| 7 | Germania    | 8 | 2 | 0 | 6 | 4   |
| 8 | Aurrerá     | 8 | 0 | 2 | 6 | 2   |
| 9 | México FC   | 8 | 0 | 1 | 7 | 1   |

## Palmarès
- Primera División de México (amateur) 1928-1929 et 1942-1943
- Primera División de México (professionnel) : 1953-1954
- Segunda División (professionnel) : Verano 2000
- Campeón de Campeones (amateur) : 1943 (Marte vs. Moctezuma)
- Campeón de Campeones (professionnel) : 1954 (Marte vs. América)

### Titres de meilleur buteur
- Manuel Alonso (1942-1943) : 16 buts
- Marco A. de Almeida (1994-1995) : 15 buts

## Joueurs célèbres
- Óscar Bonfiglio
- Hilario López
- Raymundo Rodríguez